# Olle Pira
Olof (Olle) Pira, född 18 februari 1927 i Karlskrona, död 1 november 2018 i Simrishamn, var en svensk inredningsarkitekt.
Pira, som var son till agronom Helge Pira och Marta Hansson, avlade reservofficersexamen och utexaminerades från Högre Konstindustriella Skolan 1953. Han bedrev egen arkitektverksamhet från 1955 och var innehavare av AB Olof Pira 1955–1960. Han var rektor för Carl Malmstens verkstadsskola 1982–1992 och adjungerad professor i produktdesign vid Luleå tekniska högskola från 1993. Han var formgivare för möbelserierna Pira system, Pira kontor, Pira panel och Q-system. Han vann internationell uppmärksamhet för sina bokhyllesystem med bärande stålrörsstolpar och flyttbara konsoler.